# La palestra
La palestra è un film per la televisione scritto e diretto da Pier Francesco Pingitore.
È stato trasmesso in prima visione il 16 gennaio 2003 in prima serata su Canale 5.

## Trama
Il Beautiful Centre è un centro sportivo dotato di ogni confort: palestra, piscina, sauna e bagno turco. Tra i tapis roulant e una lezione di aerobica ha luogo la storia dell'attrice Angela che ha una relazione con il suo produttore Bonetti, marito di Ljuba. La donna, a sua volta, ha una storia con il suo istruttore di aerobica, Michel fidanzato con Valentina, la bella insegnante di danza latino americana. Il tutto sotto gli occhi di Maurizio, gestore del club e di suo nipote Luca che ha letteralmente perso la testa per un'irragiungibile star.

## Distribuzione
| Prima visione   | Telespettatori | Share  |
| --------------- | -------------- | ------ |
| 16 gennaio 2003 | 5.100.000      | 18,20% |